# لوتينهين
لوتينهين (بالفرنسية: Lottinghen)‏ هي بلدية تقع في إقليم باد كاليه من منطقة نور با دو كاليه في شمال فرنسا. تبلغ مساحة هذه المدينة 10.11 (كم²)، وترتفع عن سطح البحر 163 م، يبلغ عدد سكانها 506 نسمة حسب إحصاء المعهد الوطني للإحصاء والدراسات الاقتصادية سنة 2009 م. وترأس André Leleu البلدية خلال فترة (2008-2014).